# 1966年鐵路
此條目列出1966年發生有關鐵路運輸的事件。

## 事件

### 1月
- 1月1日：漢丹鐵路通車。
- 1月3日：西海岸主線尤斯頓車站至曼徹斯特皮卡迪利站和利物浦萊姆街站電氣化，儀式則在4月18日舉行[1]。
- 1月11日：第比利斯地鐵阿克梅特里-瓦提特里線通車，來往迪杜貝站（英语：Didube (Tbilisi Metro)）至魯斯塔韋利站（英语：Rustaveli (Tbilisi Metro)）。

### 2月
- 2月25日：多倫多地鐵布魯亞－丹佛線通車，來往基爾站與活拜站，士巴丹拿站與聖佐治站遲一天才啟用。

### 3月
- 3月：貴昆鐵路通車。
- 3月16日：營團地下鐵東西線由高田馬場站延長至中野站，由九段下站延長至竹橋站。
- 3月25日：八戶臨海鐵道線通車。

### 4月
- 4月23日：向丘遊園單軌電車（日语：小田急向ヶ丘遊園モノレール線）通車。
- 4月28日：營團地下鐵東西線開始與國鐵中央本線直通運行。

### 5月
- 5月2日：夢想樂園線（日语：ドリーム開発ドリームランド線）通車。

### 6月
- 6月1日：列寧格勒地鐵基洛夫－維堡線由阿夫托沃站延長至達奇諾耶站（英语：Dachnoye metro station）的臨時站。

### 10月
- 10月1日：營團地下鐵東西線由竹橋站延長至大手町站。
- 10月14日：蒙特利爾地鐵綠線、橙線通車，分別來往阿特沃特站至祖列特站、維多利亞廣場站至昂利·布哈沙站。

### 11月
- 11月6日：第比利斯地鐵阿克梅特里-瓦提特里線由魯斯塔韋利站（英语：Rustaveli (Tbilisi Metro)）延長至300阿拉格維站（英语：Samasi Aragveli (Tbilisi Metro)）。

### 12月
- 12月19日：蒙特利爾地鐵綠線加設芳提納站，兩日後加設波特站。
- 12月31日：莫斯科地鐵塔甘卡－紅普列斯尼亞線通車。